# 남원역
남원역(Namwon station, 南原驛)은 전북특별자치도 남원시 신정동에 있는 전라선의 철도역으로, KTX를 포함한 전라선의 모든 여객열차가 정차한다.
1933년에 건립했다가 6.25 전쟁의 여파로 1956년에 중건한 구 역사는 동충동에 있었으나, 전라선을 이설하면서 옛 동충동 역사에서 서쪽으로 2km 정도 떨어진 왕정동으로 이전했다.
옛 동충동 역사는 본래 남원읍성 자리였는데, 조선총독부가 남원읍성을 헐고 그 자리에 전라선을 올려 남원역을 건립했다. 이 때문에 전라선을 복선화할 때 선로를 이설하면서 역사를 신정동으로 이전한 것이다. 이는 일제의 철로 부설에 따른 문화재 파괴를 우려하여 유네스코가 권고해 경주 시내에서 건천읍으로 동해선을 이설한 것, 임시정부 초대 국무령을 지낸 독립운동가 이상룡 선생의 생가인 안동 임청각 부지에 조선총독부가 가로질러 놓은 중앙선을 송현동으로 이설한 것과 같은 맥락이다.
쉼터로 쓰이고 있는 동충동 구 역사 부지에는 향후 생태 공원이 조성되고, 남원읍성 북문 및 북벽이 복원될 예정이다.
현재의 신정동 역사와 남원 시내 사이에 만복사지와 남원여객 차고지가 있다.
2023년 9월 1일 부터 전라선 SRT가 운행이 시작되어 남원역에도 SRT가 정차하게 되었다.

## 역사
- 1933년 10월 15일 : 전라북도 남원군 남원읍 동충리 197-1번지(현 전북특별자치도 남원시 충정로 65)에서 영업 개시
- 1950년 10월 15일 : 6.25 전쟁으로 역사 소실
- 1956년 7월 27일 : 역사 신축 준공
- 1968년 6월 1일 : 화물 하치장 설치
- 1971년 9월 10일 : 민수용 무연탄도착취급역 지정[3]
- 1971년 10월 13일 : 남원역 열차 추돌 사고 발생
- 1980년 2월 20일 : 민수용 무연탄도착취급역 지정 취소[4]
- 1986년 6월 7일 : 역사 신축 착공
- 1986년 12월 8일 : 역사 신축 준공
- 2004년 8월 5일 : 전라선 임실~금지 구간 복선화 및 선로 이설에 따라 동충동에서 신정동으로 역사 신축, 이전
- 2011년 10월 5일 : 전라선 전철화와 함께 KTX 운행 개시[5]
- 2012년 5월 1일 : 전 여객 열차 정차
- 2013년 12월 13일 : 남도해양열차 정차 개시
- 2014년 6월 1일 : ITX-새마을 운행 개시
- 2016년 12월 9일 : 누리로 운행 개시
- 2018년 6월 30일 : 누리로 운행 종료
- 2018년 7월 1일 : 충북선 누리로 재운행으로 전라선 1501, 1512열차는 무궁화호로 변경 운행 개시
- 2023년 9월 1일 : ITX-마음 운행 개시
- 2023년 9월 1일 : SRT 정차 개시

## 역 구조
승강장은 2면 4선의 쌍섬식 승강장으로 운용된다.

### 승강장
| ↑ 오수          |
| ４３ \| ２１ \| |
| 곡성 ↓          |

| 1~2 | 전라선 | 순천 · 곡성 · 구례구 · 여천 · 여수엑스포 방면                       |
| 3~4 | 전라선 | 행신 · 서울 · 용산 · 수서 · 영등포 · 안양 · 수원 · 평택 · 천안 방면 |

## 인접한 역
| 전라선         | 전라선                 | 전라선               |
| -------------- | ---------------------- | -------------------- |
| 전주 행신 방면 | KTX 전라선             | 곡성 여수엑스포 방면 |
| 전주 용산 방면 | KTX 전라선 서대전 경유 | 곡성 여수엑스포 방면 |
| 전주 수서 방면 | SRT 전라선             | 곡성 여수엑스포 방면 |
| 전주 용산 방면 | ITX-새마을 전라선      | 곡성 여수엑스포 방면 |
| 전주 용산 방면 | ITX-마음 전라선        | 곡성 여수엑스포 방면 |
| 오수 용산 방면 | 무궁화 전라선          | 곡성 여수엑스포 방면 |
| 임실 서울 방면 | 남도해양열차           | 곡성 여수엑스포 방면 |

## 사진

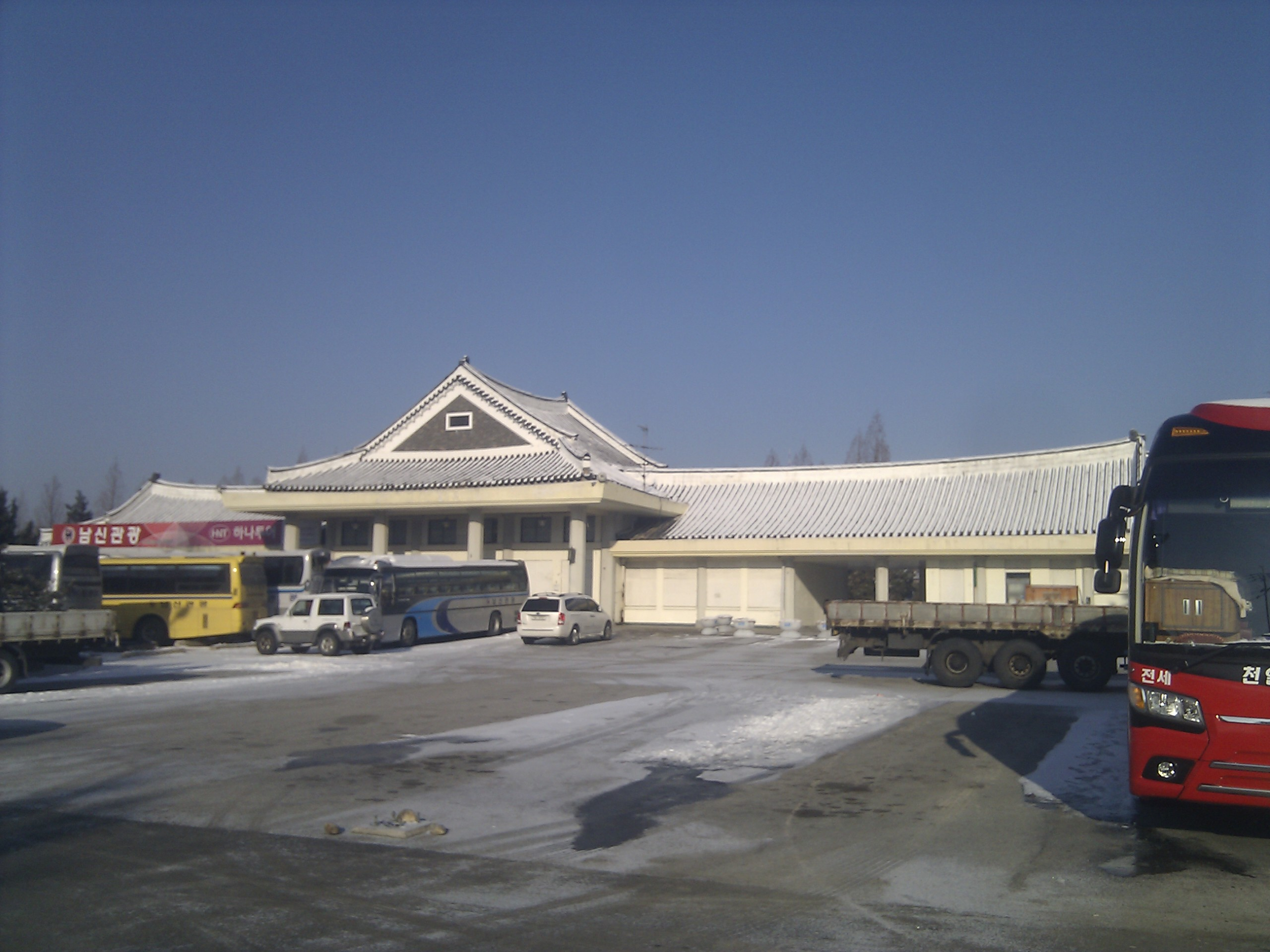
구 남원역사.
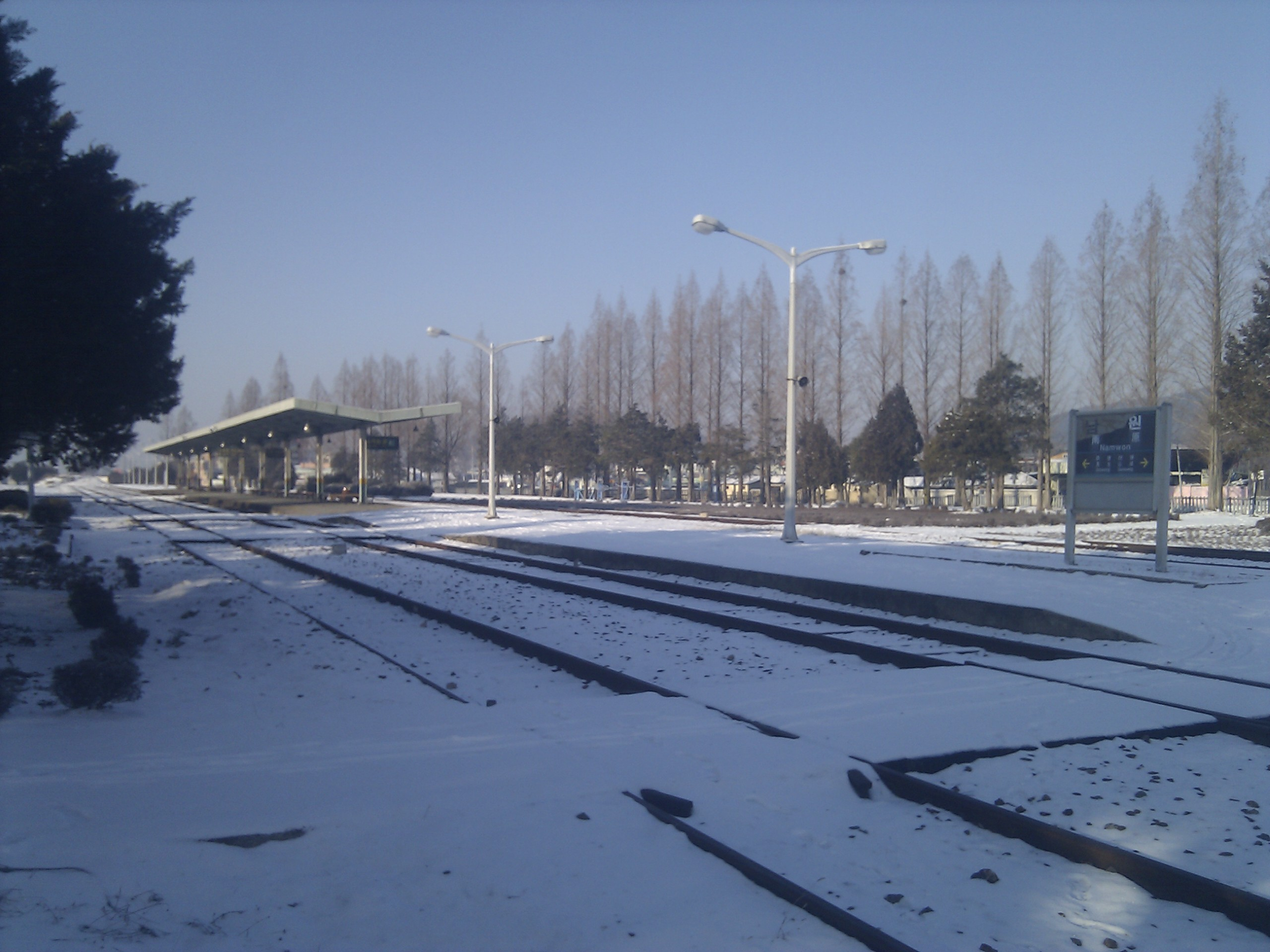
구 남원역사 플랫폼.
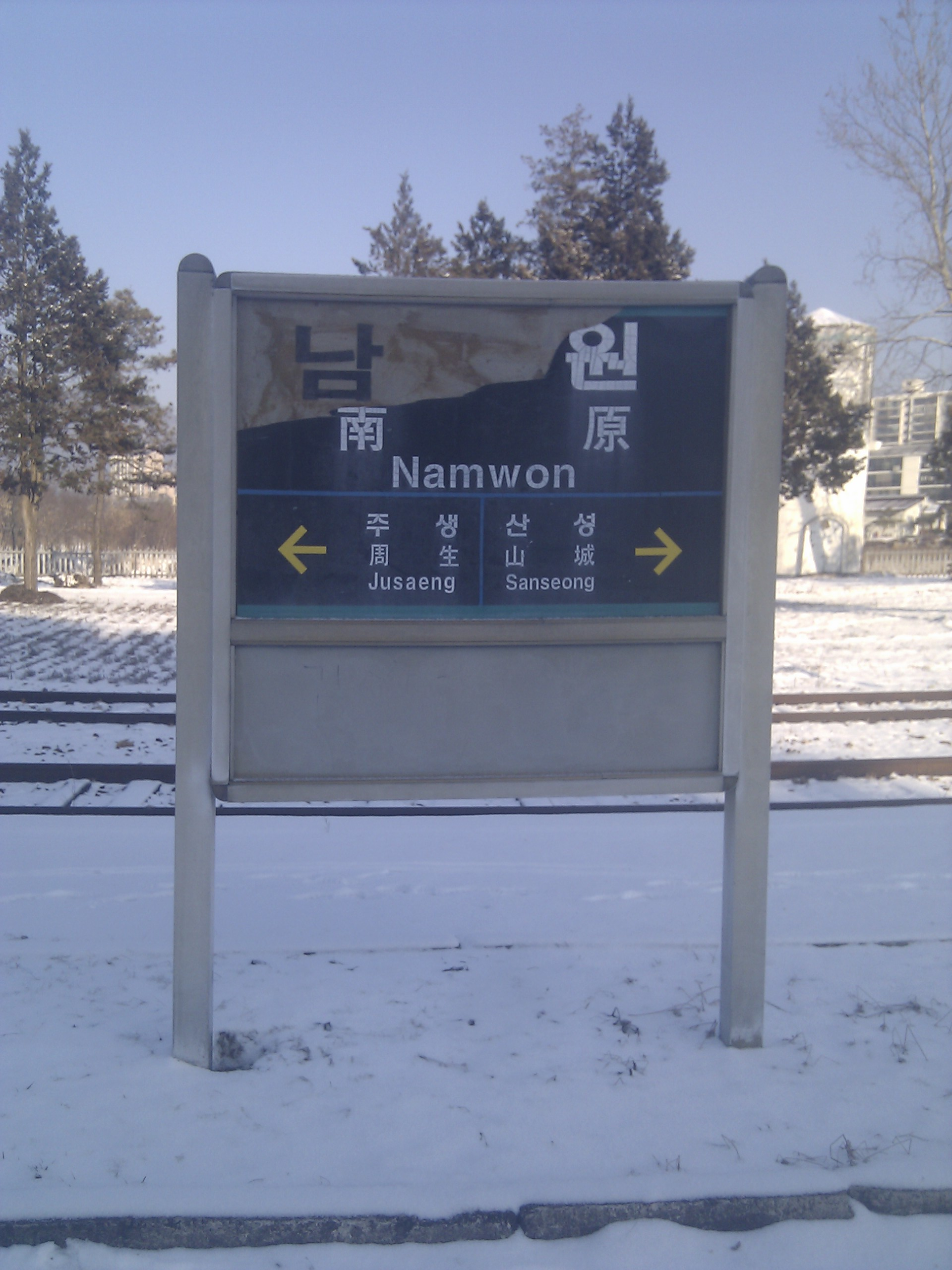
구 남원역 역명판.
남원역 (2008-08-17)
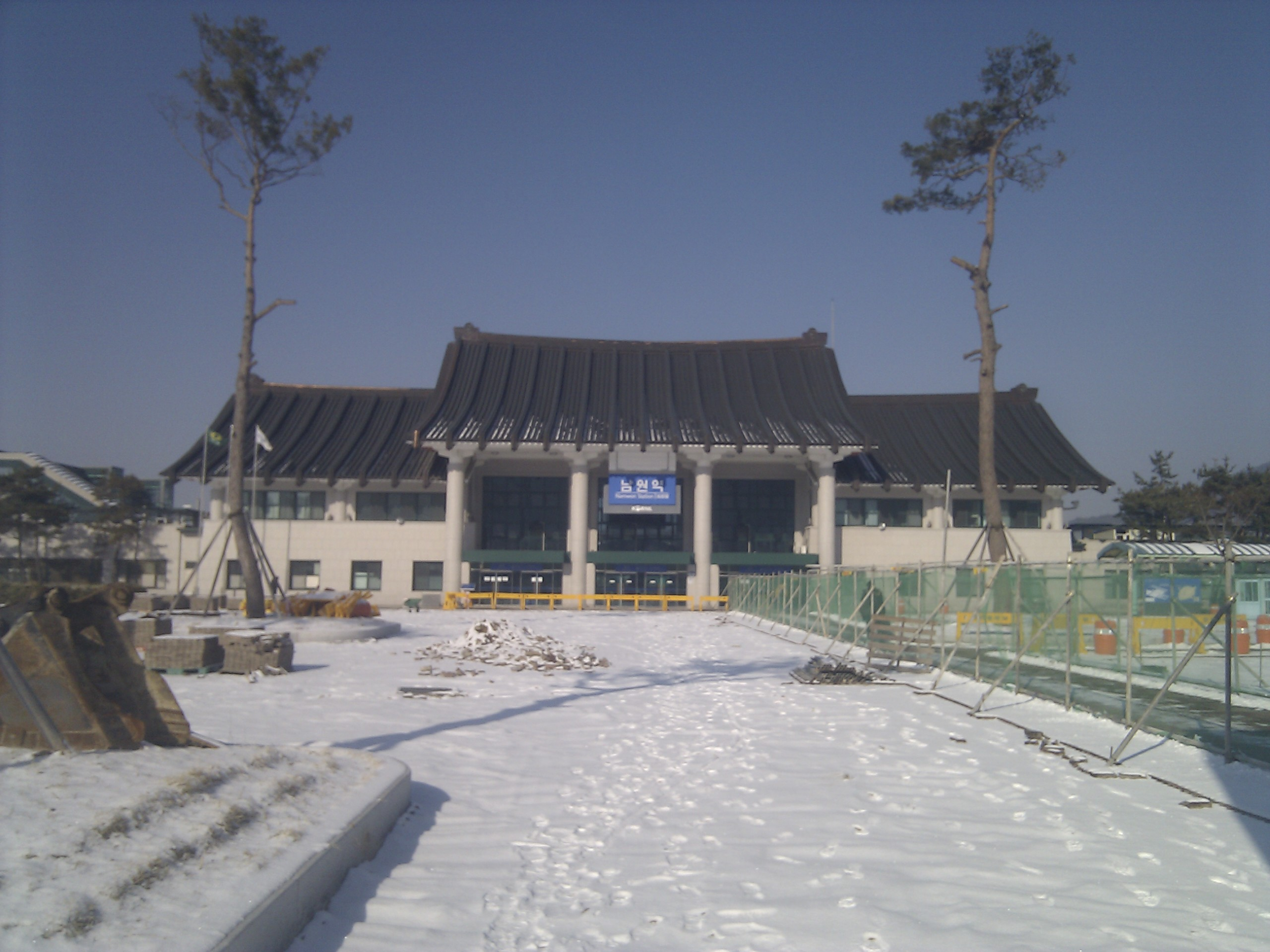
남원역 (2013-02-13)
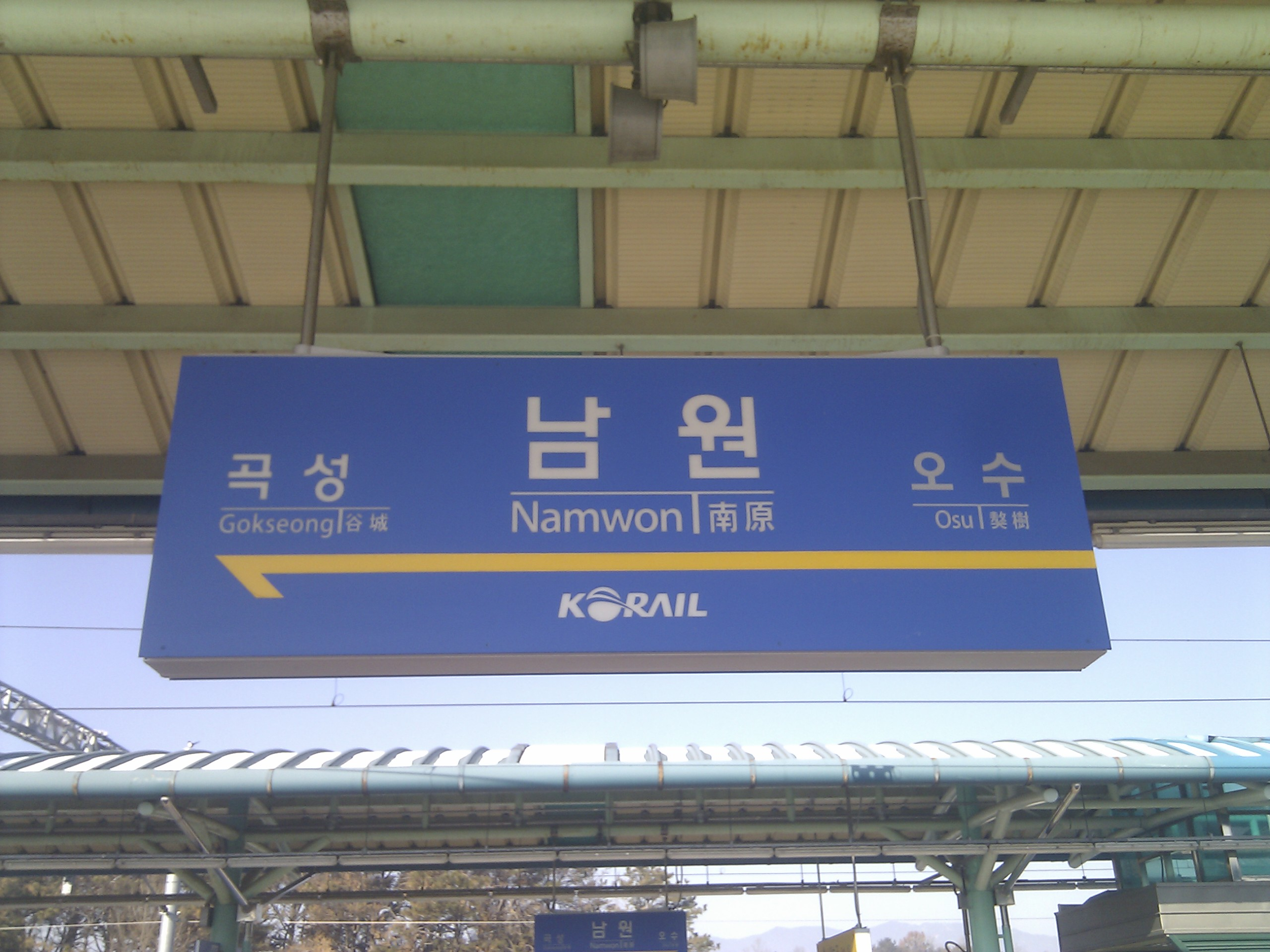
남원역 역명판.
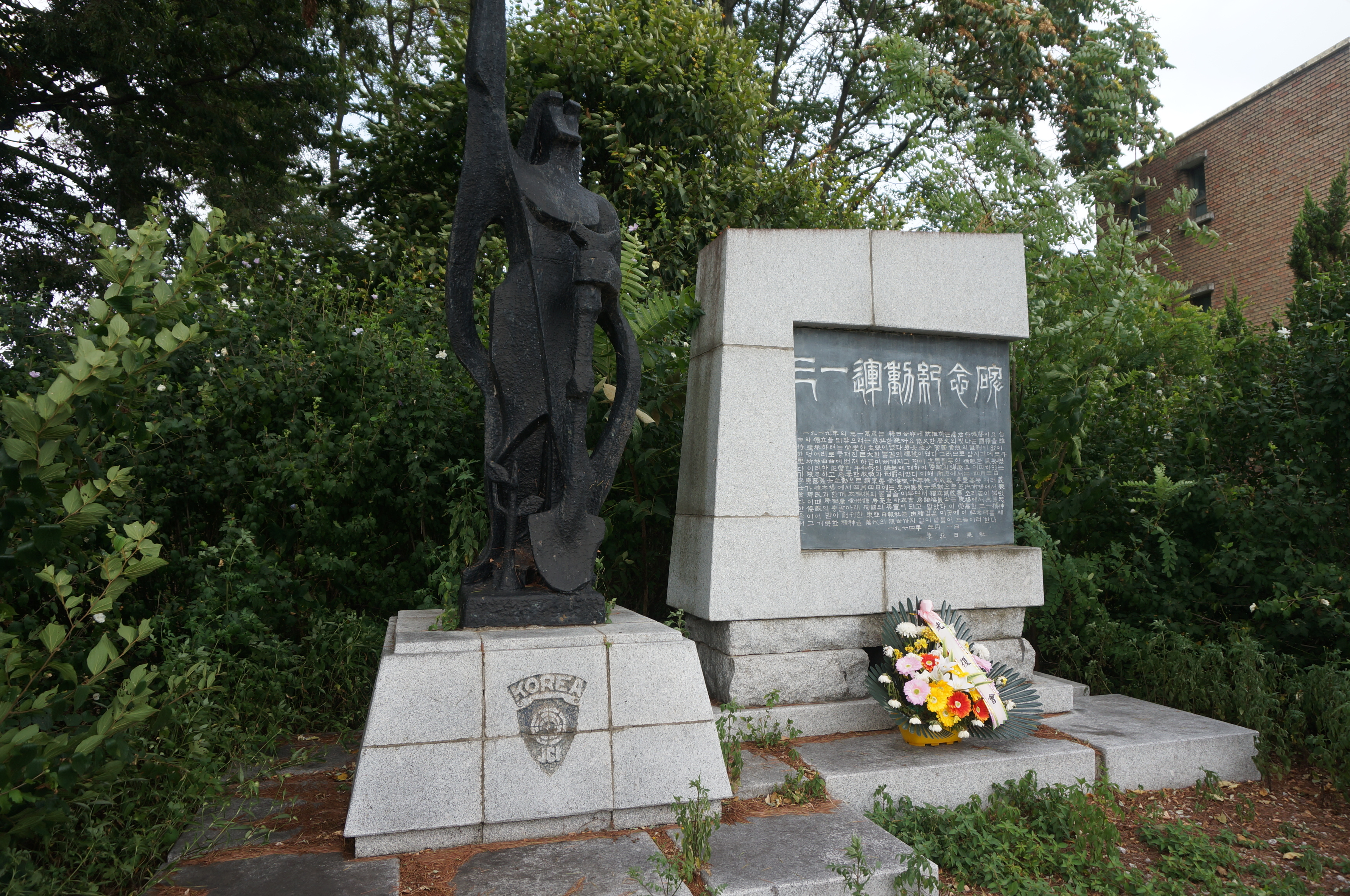
남원폐역에 있는 3.1운동 기념비